# Saint-Mandé-sur-Brédoire

Saint-Mandé-sur-Brédoire este o comună în departamentul Charente-Maritime, Franța. În 1 ianuarie 2022 avea o populație de 298 de locuitori.